# Висоцький Тарас Миколайович
Тарас Миколайович Висоцький (нар. 6 серпня 1986, с. Кунин, Здолбунівський район, Рівненська область) — перший заступник Міністра аграрної політики та продовольства України.

## Життєпис
Освіта — вища. У 2008 році закінчив Національний університет біоресурсів і природокористування України, спеціальність «Адміністративний менеджмент». Магістр з менеджменту. Отримав диплом магістра Університету ім. Гумбольдта (м. Берлін, ФРН). Член Європейської асоціації аграрних економістів (EAAE) та Німецького сільськогосподарського товариства (DLG).
Вересень 2004 - червень 2007 — студент Національного університету біоресурсів і природокористування України, Київ.
Липень 2007 - грудень 2008 — студент Національного університету біоресурсів і природокористування України, Київ.
Жовтень 2006 - грудень 2010 — менеджер ПП «Здолбунівветпостач», Рівненська область.
Лютий 2011 - січень 2013 — експерт з аграрних ринків ТОВ «Ніка проджект партнерс», Київ.
Лютий 2013 - грудень 2014 — експерт аграрних ринків Асоціації «Український клуб аграрного бізнесу», Київ.
Грудень 2014 - березень 2019 — генеральний директор Асоціації «Український клуб аграрного бізнесу», Київ.
З березня 2019 року — перший заступник голови Черкаської обласної державної адміністрації . 
24 червня - 30 липня 2019 року — тимчасовий виконувач обов'язків голови Черкаської обласної державної адміністрації.
З 6 вересня 2019 року — заступник Міністра розвитку економіки, торгівлі та сільського господарства України.
З 28 травня 2021 року — перший заступник Міністра аграрної політики та продовольства України.
14 травня 2024 — 4 вересня 2024року — в. о. міністра аграрної політики та продовольства України.

## Розслідування
24 серпня 2023 року НАБУ і САП оголосили Висоцькому підозру в розтраті 62 млн грн під час закупівлі продуктів. 
31 серпня 2023 року Вищий антикорупційний суд України обрав Висоцькому заставу розміром 805 тис. грн.